# John Berger
John Peter Berger (Londres, 5 de novembro de 1926 – Paris, 2 de janeiro de 2017), foi um crítico de arte, romancista, pintor e escritor inglês. Entre suas obras mais conhecidas estão o romance G., vencedor do Booker Prize de 1972 e o ensaio introdutório em crítica de arte Ways of Seeing, escrito como acompanhamento da significativa série homônima da BBC, e freqüentemente usado como texto universitário.

## Vida pessoal
John nasceu em 5 de novembro de 1926, em Stoke Newington, Londres, filho de Miriam e Stanley Berger, e era o mais velho de dois irmãos. Seu avô era de Trieste e seu pai foi oficial de infantaria no Fronte Ocidental durante a Primeira Guerra Mundial, tendo sido condecorado diversas vezes, inclusive com a Ordem do Império Britânico.
John herdou do pai o talento para a pintura e certa moral de soldado, chegando a dizer:
| “ | Ao contrário do que me ocorre com muitos políticos atuais, que me são impossíveis de respeitar, eu respeito os soldados, porque eles são conscientes das conseqüências do que fazem. | ” |

John estudou na St Edward's School, em Oxford e serviu ao Exército de 1944 a 1946. Com o fim da guerra, ele se matriculou na Chelsea School of Art, com bolsa do exército.

## Carreira
John Berger começou sua carreira como pintor, exibindo seus trabalhos em várias galerias londrinas no final dos anos 1940. Sua arte hoje está exibida nas galerias  Wildenstein, Redfern e Leicester, em Londres. Tendo lecionado desenho na St Mary's University, em Twickenham, ele logo se tornaria crítico de arte, publicando diversos ensaios e resenhas na New Statesman. Seu humanismo marxista e sua fortes opiniões a respeito da arte moderna o tornaram uma figura controversa.
Aos 30 anos, decidiu deixar de pintar para dedicar-se completamente à escrita, não porque, segundo suas palavras, duvidasse de seu talento como pintor, mas sim porque a urgência da situação política em que vivia (plena guerra fria) parecia requerer dele que escrevesse. Em 1958, John publicou seu primeiro livro, A Painter of Our Time, que narra o desaparecimento de Janos Lavin, um pintor ficcional e exilado da Hungria, em cujo diário conta que teve sua arte descoberta por um amigo, chamado John. O livro esteve à venda durante um mês, ao cabo do qual a editora Secker&Worburg retirou o romance das livrarias. Mais tarde se soube que a retirada se deveu a pressão do Congress for Cultural Freedom, uma associação de advogados anticomunistas.
Seus livros seguintes seriam The Foot of Clive e Corker's Freedom, ambos ilustrando a alienação e melancolia da vida urbana inglesa. Em 1962, quase como um reflexo dos sentimentos expostos nos livros, John se mudou para Haute-Savoie, na França, em 1962, devido ao seu desgosto pela vida britânica.
Seus vínculos com o partido comunista britânico o levaram a publicar artigos no Herald Tribune, onde escreveria sob a estrita supervisão de George Orwell. Em 1951 começou um período de colaboração com a revista New Stateman, colaboração que se prolongaria por dez anos e em que se revela como crítico de arte marxista e defensor do realismo. Em 1960 publica Permanent Red, volume em que recolherá uma seleção dos artigos publicados em New Stateman.
John escrevia romances, ensaios, artigos na imprensa, poesias, guias de cinema — junto a Alain Tanner — e inclusive peças de teatro.
Em 1972, a BBC divulga uma série de televisão que foi acompanhada pela publicação do texto Modos de Ver, que marcou a toda uma geração de críticos de arte, converteu-se em livro de leitura nas escolas britânicas e que tomava emprestadas muitas idéias de A Obra de Arte na Época de Sua Reprodutividade Técnica, artigo de Walter Benjamin de 1936. E nesse mesmo ano, Berger ganha inesperadamente o prestigioso Booker Prize pelo seu romance G., chamando a atenção sua decisão de doar a metade do prêmio ao Partido dos Panteras Negras britânico.
Ao longo dos anos 1980, John publicou escalonadamente a trilogia De Suas Fadigas, em que esteve trabalhando durante 15 anos e em que aborda a mudança que estamos experimentando com a passagem da vida rural à urbana. Em Terra Nua nos anuncia uma investigação sobre um modo de vida que não demorará menos de um século para desaparecer, a vida camponesa. Em Uma Vez na Europa relata os amores que origina uma vida assim e, finalmente, em Bandeira e Lilás acompanhamos a geração seguinte vivendo numa grande cidade cosmopolita. Mas a investigação se estende para o formal e ao ler somos testemunhas da busca de uma voz com a qual relatar este excepcional acontecimento da humanidade.
Na escolha dos temas sobre os quais escreve, John Berger seguiu evidenciando até hoje seu compromisso com a escritura como meio de luta política. Assim se pode comprovar, por exemplo, em O Tamanho de uma Bolsa, que inclui sua correspondência com o subcomandante Marcos, em Para as Bodas, que gira em torno da AIDS, ou no King, um relato da vida dos sem teto, além de sua ativa colaboração como articulista para a imprensa de muitos países.
Embora com o passar dos anos tenha tomado uma certa distância das antigas posturas políticas, como, por exemplo, em relação ao seu apoio ao regime soviético, recentemente terminou um de seus artigos, publicado em A Jornada e intitulado “Onde Achar Nosso Lugar”, dizendo: “Sim, entre muitas outras coisas, continuo sendo marxista”.

## Morte
Em seus últimos anos, John viveu em Antony, uma pequena cidade nos subúrbios de Paris, junto de sua amiga Nella Bielski. Por mais de 40 anos, John viveu em Quincy, um vilarejo nos alpes franceses. A mudança veio após a morte de sua esposa, Beverly Bancroft, em 2013. John faleceu no dia 2 de janeiro de 2017, aos 90 anos e deixou três filhos e cinco netos.

### Em português
- Modos de ver (trad. de Lucia Olinto). Rocco, 1999. ISBN 8532508677
- Terra nua. Rocco, 2001. ISBN 8532512194
- Fotocópias. Rocco, 2002. ISBN 8532514936
- Uma vez in Europa. Rocco, 2002. ISBN 8532513565
- Bandeira e lilás. Rocco, 2003. ISBN 8532515207
- O dia do casamento. Rocco, 2004. ISBN 8532516947
- G. (trad. de Roberto Grey). Rocco, 2005. ISBN 8532517986
- Aqui nos encontramos (trad. de Ana Deiro). Rocco, 2008.
- De A a X: uma história contada em cartas (trad. de Hugo Langone). Rocco, 2010.
- Bolsões de resistência. Editora Gustavo Gili Brasil.2004. ISBN 9788425219351
- Sobre o olhar.Editora Gustavo Gili Brasil. 2003. ISBN 9788425219214

- «Resenha de Modos de Ver em Editoras.com»